# Польща на літніх Олімпійських іграх 2016
Польща на літніх Олімпійських іграх 2016 була представлена 243 спортсменами в 23 видах спорту.

## Нагороди
| Золото |                                                               |                                                                        |           |
| №      | Спортсмени                                                    | Вид спорту (дисципліна)                                                | Дата      |
| 1      | Магдалена Фулярчик Наталія Мадай                              | Академічне веслування (парні двійки, жінки)                            | 11 серпня |
| 2      | Аніта Влодарчик                                               | Легка атлетика (метання молота, жінки)                                 | 15 серпня |
| Срібло |                                                               |                                                                        |           |
| №      | Спортсмени                                                    | Вид спорту (дисципліна)                                                | Дата      |
| 1      | Пйотр Малаховський                                            | Легка атлетика метання молота, чоловіки)                               | 13 серпня |
| 2      | Марта Вальчикевич                                             | Веслування на байдарках і каное (байдарки-одиночки, 200 метрів, жінки) | 16 серпня |
| 3      | Майя Влощовська                                               | Велоспорт ( маунтінбайк, жінки)                                        | 20 серпня |
| Бронза |                                                               |                                                                        |           |
| №      | Спортсмени                                                    | Вид спорту (дисципліна)                                                | Дата      |
| 1      | Рафал Майка                                                   | Велоспорт (групова шосейна гонка, чоловіки)                            | 6 серпня  |
| 2      | Марія Спрінгвальд Йоанна Лещинська Агнєшка Кобус Моніка Цяцюх | Академічне веслування (парні четвірки, жінки)                          | 11 серпня |
| 3      | Кароліна Ная Беата Міколайчик                                 | Веслування на байдарках і каное (байдарки-двійки, 500 метрів, жінки)   | 16 серпня |
| 4      | Моніка Михалик                                                | Боротьба (вільна, до 63 кг, жінки)                                     | 18 серпня |
| 5      | Октавія Новацька                                              | Сучасне п'ятиборство ( жінки)                                          | 19 серпня |
| 6      | Войцех Новицький                                              | Легка атлетика (метання молота, чоловіки)                              | 19 серпня |

## Спортсмени
| Дисципліна                      | Чоловіки | Жінки | Разом |
| ------------------------------- | -------- | ----- | ----- |
| Стрільба з лука                 | 0        | 1     | 1     |
| Легка атлетика                  | 34       | 35    | 69    |
| Бадмінтон                       | 4        | 1     | 5     |
| Бокс                            | 2        | 0     | 2     |
| Веслування на байдарках і каное | 8        | 6     | 14    |
| Велоспорт                       | 7        | 10    | 17    |
| Кінний спорт                    | 1        | 0     | 1     |
| Фехтування                      | 0        | 4     | 4     |
| Гімнастика                      | 0        | 1     | 1     |
| Гандбол                         | 14       | 0     | 14    |
| Дзюдо                           | 1        | 3     | 4     |
| Сучасне п'ятиборство            | 1        | 2     | 3     |
| Академічне веслування           | 16       | 10    | 26    |
| Вітрильний спорт                | 4        | 3     | 7     |
| Стрільба                        | 1        | 4     | 5     |
| Плавання                        | 14       | 7     | 21    |
| Настільний теніс                | 3        | 3     | 6     |
| Тхеквондо                       | 2        | 0     | 2     |
| Теніс                           | 3        | 1     | 4     |
| Тріатлон                        | 0        | 1     | 1     |
| Волейбол                        | 16       | 2     | 18    |
| Важка атлетика                  | 4        | 1     | 5     |
| Боротьба                        | 4        | 4     | 8     |
| Разом                           | 138      | 100   | 238   |

## Стрільба з лука
Одна польська спортсменка кваліфікувалася на жіночу індивідуальну першість, зайнявши одне з восьми Олімпійських місць із чемпіоната світу зі стрільби з лука 2015 в Копенгагені, Данія.
| Athlete                 | Event                        | Кваліфікація | Кваліфікація | 1/64 фіналу             | 1/32 фіналу        | 1/16 фіналу        | Чвертьфінал        | Півфінал           | Фінал / Битва за третє місце | Фінал / Битва за третє місце |
| Athlete                 | Event                        | Результат    | Місце        | Суперник Результат      | Суперник Результат | Суперник Результат | Суперник Результат | Суперник Результат | Суперник Результат           | Місце                        |
| ----------------------- | ---------------------------- | ------------ | ------------ | ----------------------- | ------------------ | ------------------ | ------------------ | ------------------ | ---------------------------- | ---------------------------- |
| Каріна Ліпіарська-Палка | жіноча індивідуална першість | 620          | 40           | Я. Анагьоз (TUR) П 5–6* | Не пройшла         | Не пройшла         | Не пройшла         | Не пройшла         | Не пройшла                   | Не пройшла                   |

## Легка атлетика
Дотепер польські спортсмени досягли кваліфікаційних стандартів у наступних змаганнях з легкої атлетики (максимум 3 спортсмени в кожній дисципліні):
Скорочення
- Q = кваліфікований у наступний раунд
- q = кваліфікований у наступний раунд як найкращий програвший або, у полових дисциплінах, за місцем у рейтингу, але без досягнення кваліфікаційної цілі
- NR = національний рекорд
- Н/Д = раунд не проводиться для цієї дисципліни
- Bye = спортсмен може не брати участі в цьому раунді

Бігові дисципліни
Чоловіки
| Спортсмен                                                                | Дисципліна           | Попередній раунд | Попередній раунд | Чвертьфінал | Чвертьфінал | Півфінал   | Півфінал   | Фінал      | Фінал      |
| Спортсмен                                                                | Дисципліна           | Результат        | Місце            | Результат   | Місце       | Результат  | Місце      | Результат  | Місце      |
| ------------------------------------------------------------------------ | -------------------- | ---------------- | ---------------- | ----------- | ----------- | ---------- | ---------- | ---------- | ---------- |
| Кароль Залевский                                                         | 200 м                | Bye              | Bye              | 20.54       | 5           | Не пройшов | Не пройшов | Не пройшов | Не пройшов |
| Рафал Омелько                                                            | 400 м                | 45.54            | 4 q              | Н/Д         | Н/Д         | 45.28      | 7          | Не пройшов | Не пройшов |
| Адам Кщот                                                                | 800 м                | 1:45.83          | 1 Q              | Н/Д         | Н/Д         | 1:44.70    | 3          | Не пройшов | Не пройшов |
| Марцин Левандовський                                                     | 800 м                | 1:46.35          | 2 Q              | Н/Д         | Н/Д         | 1:44.56    | 3 q        | 1:44.20    | 6          |
| Дамян Чикер                                                              | 110 м із бар'єрами   | 13.63            | 5 q              | Н/Д         | Н/Д         | 13.50      | 3          | Не пройшов | Не пройшов |
| Патрик Добек                                                             | 400 м із бар'єрами   | 50.66            | 8                | Н/Д         | Н/Д         | Не пройшов | Не пройшов | Не пройшов | Не пройшов |
| Кристіан Залевський                                                      | 3000 м з перешкодами | 8:34.52          | 10               | Н/Д         | Н/Д         | Н/Д        | Н/Д        | Не пройшов | Не пройшов |
| Кацпер Козловський Лукаш Кравчук Якуб Кшевіна Рафал Омелько Міхал Петшак | естафета 4 × 400 м   | 2:59.58          | 4 q              | Н/Д         | Н/Д         | Н/Д        | Н/Д        | 3:00.50    | 7          |
| Артур Козловський                                                        | Марафон              | Н/Д              | Н/Д              | Н/Д         | Н/Д         | Н/Д        | Н/Д        | 2:17:34    | 39         |
| Яред Шегумо                                                              | Марафон              | Н/Д              | Н/Д              | Н/Д         | Н/Д         | Н/Д        | Н/Д        | 2:31:54    | 128        |
| Генрик Шост                                                              | Марафон              | Н/Д              | Н/Д              | Н/Д         | Н/Д         | Н/Д        | Н/Д        | DNF        | DNF        |
| Артур Бжозовський                                                        | 20 км ходьба         | Н/Д              | Н/Д              | Н/Д         | Н/Д         | Н/Д        | Н/Д        | 1:25.29    | 47         |
| Якуб Єлонек                                                              | 20 км ходьба         | Н/Д              | Н/Д              | Н/Д         | Н/Д         | Н/Д        | Н/Д        | 1:21.52    | 19         |
| Лукаш Новак                                                              | 20 км ходьба         | Н/Д              | Н/Д              | Н/Д         | Н/Д         | Н/Д        | Н/Д        | DSQ        | DSQ        |
| Рафал Августин                                                           | 50 км ходьба         | Н/Д              | Н/Д              | Н/Д         | Н/Д         | Н/Д        | Н/Д        | 3:55:01    | 22         |
| Адріан Блоцький                                                          | 50 км ходьба         | Н/Д              | Н/Д              | Н/Д         | Н/Д         | Н/Д        | Н/Д        | 3:51:31    | 15         |
| Рафал Федачиньський                                                      | 50 км ходьба         | Н/Д              | Н/Д              | Н/Д         | Н/Д         | Н/Д        | Н/Д        | 3:55:51    | 24         |

Жінки
| Спортсменка | Дисципліна           | Попередній раунд | Попередній раунд | Чвертьфінал | Чвертьфінал | Півфінал   | Півфінал   | Фінал      | Фінал      |
| Спортсменка | Дисципліна           | Результат        | Місце            | Результат   | Місце       | Результат  | Місце      | Результат  | Місце      |
| --- | -------------------- | ---------------- | ---------------- | ----------- | ----------- | ---------- | ---------- | ---------- | ---------- |
| Маріка Поповіч-Драпала                                                                                                | 100 м                | Bye              | Bye              | 11.70       | 6           | Не пройшов | Не пройшов | Не пройшов | Не пройшов |
| Ева Свобода | 100 м                | Bye              | Bye              | 11.24       | 2 Q         | 11.18      | 7          | Не пройшов | Не пройшов |
| Анна Келбасинська | 200 м                | 22.95            | 4                | Н/Д         | Н/Д         | Не пройшов | Не пройшов | Не пройшов | Не пройшов |
| Малгожата Голуб-Ковалик                                                                                               | 400 м                | 51.80            | 3 q              | Н/Д         | Н/Д         | 51.93      | 7          | Не пройшов | Не пройшов |
| Юстина Швенти-Ерсетиц                                                                                                 | 400 м                | 51.82            | 3 q              | Н/Д         | Н/Д         | 51.62      | 5          | Не пройшов | Не пройшов |
| Патриція Вичишкевич                                                                                                   | 400 м                | 52.02            | 3 q              | Н/Д         | Н/Д         | 52.51      | 8          | Не пройшов | Не пройшов |
| Ангеліка Ціхоцька | 800 м                | 2:00.42          | 1 Q              | Н/Д         | Н/Д         | 2:01.29    | 8          | Не пройшов | Не пройшов |
| Йоанна Южвік | 800 м                | 2:01.58          | 1 Q              | Н/Д         | Н/Д         | 1:58.93    | 1 Q        | 1:57.37    | 5          |
| Ангеліка Ціхоцька | 1500 м               | 4:11.76          | =5 Q             | Н/Д         | Н/Д         | 4:17.83    | 12         | Не пройшов | Не пройшов |
| Софія Еннауї | 1500 м               | 4:06.90          | 3 Q              | Н/Д         | Н/Д         | 4:05.29    | 6 q        | 4:14.72    | 10         |
| Данута Урбанік | 1500 м               | 4:08.67          | 9 q              | Н/Д         | Н/Д         | 4:11.34    | 10         | Не пройшов | Не пройшов |
| Кароліна Колечек | 100 м із бар'єрами   | 13.04            | 6                | Н/Д         | Н/Д         | Не пройшов | Не пройшов | Не пройшов | Не пройшов |
| Емілія Анкевіч | 400 м із бар'єрами   | 55.89 PB         | 3 Q              | Н/Д         | Н/Д         | 56.99      | 7          | Не пройшов | Не пройшов |
| Йоанна Лінкевіч | 400 м із бар'єрами   | 56.07            | 1 Q              | Н/Д         | Н/Д         | 55.35      | 3          | Не пройшов | Не пройшов |
| Матильда Коваль | 3000 м з перешкодами | 9:35.13          | 8                | Н/Д         | Н/Д         | Н/Д        | Н/Д        | Не пройшов | Не пройшов |
| Агата Форкашевіч Анна Келбасинська Клавдія Конопко Маріка Поповіч-Драпала Катажина Сокульська Ева Свобода             | естафета 4 × 100 м   | 43.33            | 7                | Н/Д         | Н/Д         | Н/Д        | Н/Д        | Не пройшов | Не пройшов |
| Іга Баумгарт-Вітан Мартина Домбровська Малгожата Голуб-Ковалик Евеліна Птак Юстина Швенти-Ерсетиц Патриція Вичишкевич | естафета 4 × 400 м   | 3:25.34          | 3 Q              | Н/Д         | Н/Д         | Н/Д        | Н/Д        | 3:27.28    | 7          |
| Катажина Ковальська                                                                                                   | Марафон              | Н/Д              | Н/Д              | Н/Д         | Н/Д         | Н/Д        | Н/Д        | DNF        | DNF        |
| Івона Левандовська | Марафон              | Н/Д              | Н/Д              | Н/Д         | Н/Д         | Н/Д        | Н/Д        | 2:31:41    | 21         |
| Моніка Стефановіч | Марафон              | Н/Д              | Н/Д              | Н/Д         | Н/Д         | Н/Д        | Н/Д        | 2:32:49    | 23         |
| Пауліна Бужак | 20 км ходьба         | Н/Д              | Н/Д              | Н/Д         | Н/Д         | Н/Д        | Н/Д        | 1:35:01    | 28         |
| Агнєшка Дигач | 20 км ходьба         | Н/Д              | Н/Д              | Н/Д         | Н/Д         | Н/Д        | Н/Д        | DNF        | DNF        |
| Агнєшка Шварнуг | 20 км ходьба         | Н/Д              | Н/Д              | Н/Д         | Н/Д         | Н/Д        | Н/Д        | 1:38:01    | 44         |

Полові дисципліни
Чоловіки
| Спортсмен           | Дисципліна         | Кваліфікація | Кваліфікація | Фінал      | Фінал      |
| Спортсмен           | Дисципліна         | Дистанція    | Позиція      | Дистанція  | Позиція    |
| ------------------- | ------------------ | ------------ | ------------ | ---------- | ---------- |
| Кароль Гофман       | потрійний стрибок  | 16.79        | 7 q          | 16.31      | 12         |
| Сильвестер Беднарек | стрибки у висоту   | 2.22         | 30           | Не пройшов | Не пройшов |
| Войцех Тейнер       | стрибки у висоту   | 2.22         | 25           | Не пройшов | Не пройшов |
| Пйотр Лісек         | стрибки з жердиною | 5.70         | 6 q          | 5.75       | 4          |
| Роберт Собера       | стрибки з жердиною | 5.60         | 13           | Не пройшов | Не пройшов |
| Павел Войцеховський | стрибки з жердиною | 5.45         | =16          | Не пройшов | Не пройшов |
| Конрад Буковецький  | штовхання ядра     | 20.71        | 6 Q          | NM         | —          |
| Міхал Гаратик       | штовхання ядра     | 19.97        | 18           | Не пройшов | Не пройшов |
| Томаш Маєвський     | штовхання ядра     | 20.56        | 7 q          | 20.72      | 6          |
| Пйотр Малаховський  | метання диска      | 65.89        | 1 Q          | 67.55      | 2          |
| Роберт Урбанек      | метання диска      | 61.76        | 17           | Не пройшов | Не пройшов |
| Лукаш Гжещук        | метання списа      | 76.52        | 31           | Не пройшов | Не пройшов |
| Марчін Круковский   | метання списа      | 80.62        | 15           | Не пройшов | Не пройшов |
| Павел Файдек        | метання молота     | 72.00        | 17           | Не пройшов | Не пройшов |
| Войцех Новицький    | метання молота     | 77.64        | 1 Q          | 77.73      | 3          |

Жінки
| Спортсменка           | Дисципліна        | Кваліфікація | Кваліфікація | Фінал      | Фінал      |
| Спортсменка           | Дисципліна        | Дистанція    | Позиція      | Дистанція  | Позиція    |
| --------------------- | ----------------- | ------------ | ------------ | ---------- | ---------- |
| Анна Ягачак-Міхалська | потрійний стрибок | 14.13        | 10 q         | 14.07      | 10         |
| Каміла Ліцвінко       | стрибки у висоту  | 1.94         | 9 Q          | 1.93       | 9          |
| Пауліна Губа          | штовхання ядра    | 17.70        | 13           | Не пройшов | Не пройшов |
| Жанета Глянц          | метання диска     | 57.88        | 17           | Не пройшов | Не пройшов |
| Марія Андрейчик       | метання списа     | 67.11 NR     | 1 Q          | 64.78      | 4          |
| Йоанна Фьодоров       | метання молота    | 71.77        | 4 q          | 69.87      | 9          |
| Мальвіна Копрон       | метання молота    | 69.69        | 15           | Не пройшов | Не пройшов |
| Аніта Влодарчик       | метання молота    | 76.93        | 1 Q          | 82.29 WR   | 1          |

Змішані змагання – чоловіче десятиборство
| Спортсмен     |           | 100 м | СД   | ШЯ    | СВ   | 400 m | 110Б  | МД    | СЖ   | МС    | 1500 m  | Фінал | Місце |
| ------------- | --------- | ----- | ---- | ----- | ---- | ----- | ----- | ----- | ---- | ----- | ------- | ----- | ----- |
| Павел Вешолек | Результат | 10.88 | 6.73 | 14.17 | 2.01 | 50.18 | 15.09 | 48.32 | 4.50 | 56.68 | 4:42.77 | 7784  | 21    |
| Павел Вешолек | Бали      | 888   | 750  | 739   | 813  | 806   | 839   | 835   | 760  | 688   | 666     | 7784  | 21    |